# فهرست مناطق آموزش و پرورش ایالت واشینگتن

## الف
- مدارس آبردین
- مدارس آدنا
- مدارس آلمیرا
- مدارس آناکرتس
- مدارس آرلیگتون
- مدارس آسوتین آناتتوی
- مدارس آبورن

## ب
- مدارس باین بریدج ایسلند
- مدارس باتل گراند
- مدارس بلویو
- مدارس بلینگهام
- مدارس بنج
- مدارس بدل
- مدارس بیکلتن
- مدارس بلین
- مدارس بویست‌فرد
- مدارس بروستر
- مدارس بریدجپورت
- مدارس برینون
- مدارس برلینگتون-ادیسون

## ف
- مدارس فدرال وی